# Julier Ferenc
Julier Ferenc (Nagyvárad, 1878. október 10. – Budapest, 1944. április 25.) magyar katonatiszt, 1919-ben a Magyarországi Tanácsköztársaság vezérkari főnöke, majd katonai szakíró.

## Katonai pályája
Nagyváradon katolikus gimnáziumba járt, majd a Ludovika Akadémián tanult. Ebből a korszakból ered közeli ismeretsége a magyar hadügyben később meghatározó szerepet játszó más tisztekkel, így Stromfeld Auréllel, Tombor Jenővel és Rőder Vilmossal, akik későbbi pályafutására jelentős hatással voltak. Aktív katonai pályafutását egy rövid kitérőt kivéve a vezérkarnál töltötte. Az első világháború kitörésekor századosi rendfokozatban volt. 1915–1916-ban a vezérkari szolgálatot megszakítva a 11. lovashadosztály vezérkari főnöke volt. 1917-ben a Hazai Samu által megszervezett pótlásügyi főnökségre került, ahol Tombor Jenővel és Gömbös Gyulával dolgozott együtt. Azon tisztek közé tartozott, akik a Károlyi Mihály-kormány alatt a Linder Béla honvédelmi miniszter által képviselt pacifista hozzáállás nyomán bomlásnak indult hadsereg képességeinek megőrzése és az ország területi integritásának megőrzése érdekében – kizárólag katonai megfontolások alapján – javasolták a hatalom átadását a kommunistáknak. A tiszti kar egy jelentős, Gömbös Gyula nevével fémjelzett része viszont elutasította a kommunistákkal történő együttműködést.
1919-ben a Tanácsköztársaság idején vezető katonai beosztásokat töltött be. A III. hadtest, majd a magyar Vörös Hadsereg vezérkari osztályának vezetője volt. 1919. július 3-ától – Stromfeld Aurél lemondása után – vezérkari főnök lett, de fenntartotta a kapcsolatait Gömbös Gyula ellenforradalmi körével. Nevéhez főzödik az 1919. július 20-án kezdődött, eleinte sikeres tiszai támadás, amely azonban a csapatok gyenge harcértéke és a haditervnek a románokhoz való eljuttatása miatt pár nap alatt összeomlott. A Tanácsköztársaság bukásával Julier Ferenc aktív katonai pályafutása befejeződött.

## Katonai szakírói tevékenysége
A Vörös Hadsereg vezérkari főnökeit bíróság elé állították, de Juliert és Tombor Jenőt nem ítélték el. 1919 után katonai szakírói tevékenységbe kezdett, miután a Nemzeti Hadsereg nem vette át. Később közéleti szerepet is vállalt. Belépett a Bajcsy-Zsilinszky Endre által 1930-ban alapított Nemzeti Radikális Pártba (amely ellenezte Gömbös Gyula miniszterelnök politikáját), amelyben vezető szerepet is játszott.
Az 1928-tól az első világháború hadvezéreiről ír tanulmány-sorozatot, melyek az akkori vezető értelmiség kedvelt kiadványában, a Magyar Szemlében jelentek meg. 1930-ban Pethő Sándorral együtt készítette el a Görgey-életrajzot. Pethő a történeti összefüggéseket, míg Julier a katonai vonatkozásokat dolgozta fel. Julier történeti vonatkozású művei sorában Bajcsy-Zsilinszky Endrével közösen Mátyás királyról, Bárdossy Lászlóval pedig a mohácsi csata utáni magyar külpolitikáról írt tanulmányt. Közben Bajcsy-Zsilinszky Előörs című lapjában is publikált, ahol a magyar hadvezérekről írt cikksorozatot. Ezeket a tanulmányokat 1930-ban könyv formában is megjelentette. A nagy keleti hadvezérekről is elkezdett egy sorozatot, de ebben a témában csak néhány cikke jelent meg. 1931-ben jelent meg a Magyar Szemle Társaság Kincsestár sorozatában Julier egyik jelentősebb hadelméleti műve, a Hadvezetés művészete. Ebben a clausewitzi hadelmélet alapján álló, egyfajta leegyszerűsített Clausewitz-feldolgozásként is értékelhető műben a hadvezér személyén keresztül mutatja be a háborút. 1932-ben Magyari Zoltán professzor felkérésére a magyar közigazgatási reformhoz kapcsolódóan írta meg a Vezérkarok szervezete és működése című művét. Ugyancsak a Magyar Szemlénél jelentette meg 1933-ban az első világháborút tárgyilagosan, kizárólag hadelméleti alapon bemutató legismertebb könyvét 1914–1918. A világháború magyar szemmel címen.
Az 1930-as évek második felében megszakadt a kapcsolata a Magyar Szemlével, ekkortól elsősorban az Új Magyarság és a Függetlenség napilapokban publikált. Ezen időszakát az aktuális katonai eseményeket bemutató elemző írásai jellemzik. 1939-ben például több cikkben foglalkozott az finn–orosz téli háborúval, amelyekben a finn hadvezetés és harcmodor sajátosságait mutatta be. 1937-ben jelent meg legjelentősebb hadtudományi műve, a Limanowa, amelyben a csatatér személyes bejárása nyomán szerzett tapasztalatokat is felhasználva mutatja be a limanowai csatát. A második világháború kitörése után ismét publikált a Magyar Szemlében, ahol negyedévente katonai helyzetértékelést jelentetett meg a háborús eseményekről. Mellette napilapokban – például a Magyar Nemzetben – is írt helyzetértékelő cikkeket. Nagyobb önálló elemző írása a Búvárnaszád-háború, amelyben a szövetséges hajókaravánok elleni észak-atlanti tengeralattjáró-háborút mutatja be, valamint a Tűzben az ellenség ellen, amelyben elemzést közöl a világháború első éveiről.

## Családja
Julier Vilmos és Tarsoly Anna gyermeke. 1918. december 31-én Budapesten, a II. kerületben házasságot kötött Bergmann Juliánnával, Bergmann József és Lang Fáni gyermekével.

## Művei
- Ellenforradalmi lélekkel a Vörös Hadsereg élén (1919); cikksorozat, 1927
- Magyar hadvezérek, Budapest, Stádium Kiadó, 1930
- A hadvezetés művészete, Budapest, Magyar Szemle Társaság, 1931
- A hadvezetés művészete; Magyar Szemle Társaság, Budapest, 1931
- A vezérkarok szervezete és működése; Egyetemi Ny., Budapest, 1932 (A Magyar Közigazgatástudományi Intézet kiadványai)
- 1914–1918. A világháború magyar szemmel, Budapest, Magyar Szemle Társaság, 1933
- A háború új alakja (1934), tanulmány
- A magyar katona csatadöntő küzdelmeinek okmányok és szemtanuk naplói vagy adatai alapján megírt részletes története; Rényi–Hadilevéltár, Budapest, 1937
- Limanowa. A magyar katona csatadöntő küzdelmeinek okmányok és szemtanúk naplói vagy adatai alapján megírt részletes története; Hadilevéltár, Budapest, 1937
- Tűzben az ellenség ellen; Tolnai kiadó, Budapest, 1940
- A búvárnaszád háború; Vietorisz, Budapest, 1940
- Magyar hadvezérek; tan. Vargyai Gyula; Aqua, Budapest, 1992